# Mandevilla convolvulacea
Mandevilla convolvulacea là một loài thực vật có hoa trong họ La bố ma. Loài này được (A.DC.) Hemsl. mô tả khoa học đầu tiên năm 1881.